# Даница Вуксановић
Даница Вуксановић (Петровац (Лесковац), 1923 — 1978) била је члан СКОЈ-а, учесник Народноослободилачког рата и директор Центра за економику и унапређење домаћинства.

## Биографија
Рођена је 1923. године у селу Петровцу, код Лесковца. Завршила је Средњу медицинску школу у Лесковцу. Била је члан СКОЈ-а и учесник Народноослобилачког рата. Своју радну каријеру започела је у Основном савезу земљорадничких задруга у Лесковцу, а дужност директора Центра за економику и унапређење домаћинства обављала је у периоду од 1961. до 1976. године. Од 1976. па до своје изненадне смрти, 1978. године, обављала је дужност секретара Самоуправне интересне заједнице (СИЗ) запошљавања општине Лесковац. Била је и успешан председник Културно-просветне заједнице општине Лесковац. Настрадала је у саобраћајној незгода. Даница је добитник више одликовања. Њена Спомен-биста налази се у дворишту Центра за економику домаћинства у Лесковцу.